# A Weekend in Paris
| Recensione | Giudizio |
| ---------- | -------- |
| AllMusic   |          |

A Weekend in Paris è un Album in studio della cantante jazz statunitense, pubblicato dalla FM Records nel 1964.

## Tracce

### LP (1964, FM Records, FM-312/SFM-312)
Lato A (FM-312-A)
1. It's Not for Me to Say – 3:00 (testo: Al Stillman – musica: Robert Allen)
2. Cry Me a River – 2:20 (Arthur Hamilton)
3. I Could Go on Singing – 3:20 (testo: Erwin Yip Harburg – musica: Harold Arlen)
4. I Love My Man – 3:02 (Joe Scott, Bobby Scott)
5. Hum Drum Blues – 2:45 (Oscar Brown Jr.)

Durata totale: 14:27
Lato B (FM-312-B)
1. The Second Time Around – 3:15 (testo: Sammy Cahn – musica: Jimmy Van Heusen)
2. I Wish You Love – 3:29 (Charles Trenet, adattamento testo in inglese di Albert Beach)
3. Chances Are – 3:53 (testo: Al Stillman – musica: Robert Allen)
4. Meantime – 4:58 (testo: Al Stillman – musica: Robert Allen)
5. Johnny – 2:46 (Robert Scott, Joe Scott)

Durata totale: 18:21

## Musicisti
- Chris Connor – voce solista
- Michel Colombier – direttore d'orchestra
- Componenti orchestra non accreditati
- Les Double Six – cori[2]

### Produzione
- Alan Douglas – produzione
- Registrazioni effettuate nel 1963 al Barclay Studios di Parigi, Francia
- Gerheart Lehner – ingegnere delle registrazioni
- Frank Gauna – design copertina album originale[3]